# Кутья

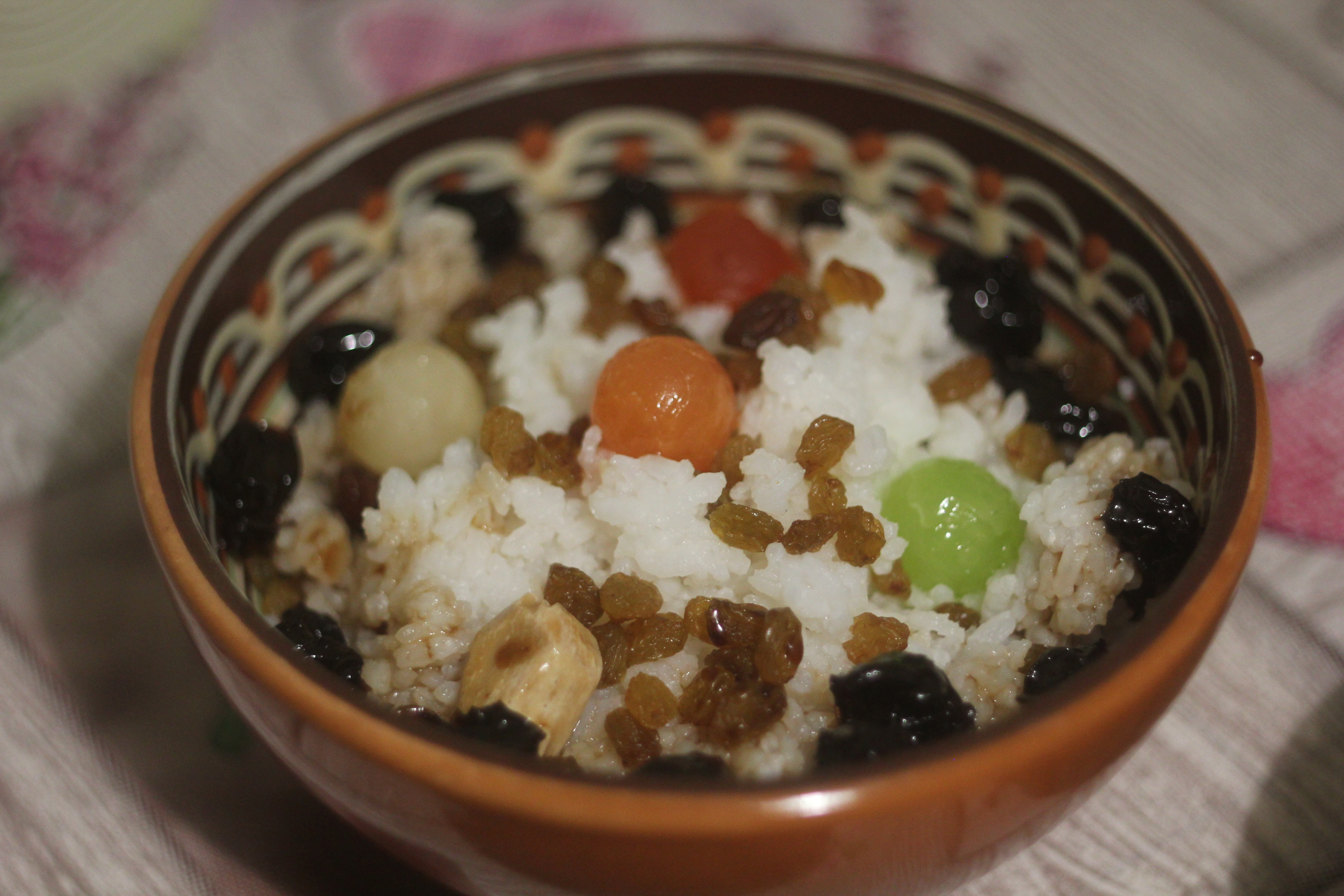
Современная кутья с середины XX века

Кутья́ (укр. кутя́, бел. куцця́, куця́, болг. кутя́, церк.-слав. кутьѩ, куциѩ, коуциѩ), также коливо, канун, сочиво — каша из цельных зёрен пшеницы, ячменя, реже — пшена или риса с добавлением мёда (сыты) или сахара, иногда — с сухофруктами (изюмом), орехами, маком.
Является славянским блюдом, которое готовят на похороны, поминки и родительские субботы. Южные славяне также готовят кутью на День святой Варвары и день покровителя рода (болг. — светец, серб. — слава). Восточные и западные славяне готовят это блюдо в Рождественский сочельник, канун Нового года и Крещенский вечер.

## Этимология
«Кутья» — общеславянское слово, заимствованное из греческого: ср.-греч. κουκκί(ον), мн. ср.-греч. κουκκιά «бобы», которое является производным от ср.-греч. κόκκος «зерно». Название «коливо» связано с античным обычаем поминальных подношений из зерна и фруктов kolibo, дословно переводится с греческого как «варёная пшеница».

## Традиции
Обычай подношений из крупы и фруктов на похоронах зафиксирован ещё в Древней Греции, хотя предполагается, что он является ещё более древним. Во времена Византии он назывался Κόλλυβα. Исследователи греческой традиции возводят коливо к панспермии (буквально — «всезерние»).
У восточных славян и поляков кутью обязательно готовят в кануны Рождества и Крещения, так что в Полесье сами праздники-кануны называются Кутья, или Бедная кутья (перед Рождеством), Богатая кутья, Голодная (Водяная) кутья (перед Крещением). Четвёртый вид — чёрную кутью готовят на поминках и разводят с коливом.
У русских кутейником называют Рождественский сочельник.
У восточных славян на похоронах и поминках принято подавать кутью (коливо, канун), затем — блины, кисель с мёдом, яичницу и кашу. Белорусы в ночь после Дмитриевских дедов вывешивали из окна полотенце, и на окно для покойников ставили кутью и блины.
Известны гадания с рождественской кутьёй.
Традиция готовить кутью, вероятно, имеет корни ещё с языческих времен, когда такое блюдо было жертвенным, «пищей умерших предков», поэтому является проявлением остатков культа предков.
Этнограф Дмитрий Зеленин писал, что по верованиям восточных славян, «покойник имеет все те же потребности, что и живой человек, особенно — потребность в пище».
Существует также обычай в пятницу первой седмицы Великого поста приносить кутью (коливо) в церковь, что служит напоминанием о чуде мученика Феодора Тирона. В этот день «после заамвонной молитвы служится молебен святому Феодору Тирону и благословляется кутья», сам же день памяти великомученика празднуется в первую субботу Великого поста.